# Pseudotropheus demasoni
Pseudotropheus demasoni är en fiskart som beskrevs av Konings, 1994. Pseudotropheus demasoni ingår i släktet Pseudotropheus och familjen Cichlidae. IUCN kategoriserar arten globalt som sårbar. Inga underarter finns listade i Catalogue of Life.